# Нормальна вода
Нормальна вода (англ. standard sea-water, нім. Normalwasser n) — очищена морська вода з точно встановленим вмістом хлору (близько 19,38 %), що відповідає солоності 35 ‰. Використовується як міжнародний еталон для визначення солоності морської води. Лабораторним шляхом для досліджень готують морську воду штучну, що містить солі NaCl, MgCl2, Na2SO4, CaCl2, KCl, NaHCO3, KBr, H3BO4, SCl2, NaF, які взято у певній пропорції. Необхідно вводити поправку на вміст кристалізаційної води в застосовуваних реактивах, якщо вона в них є.